# Saariselkä

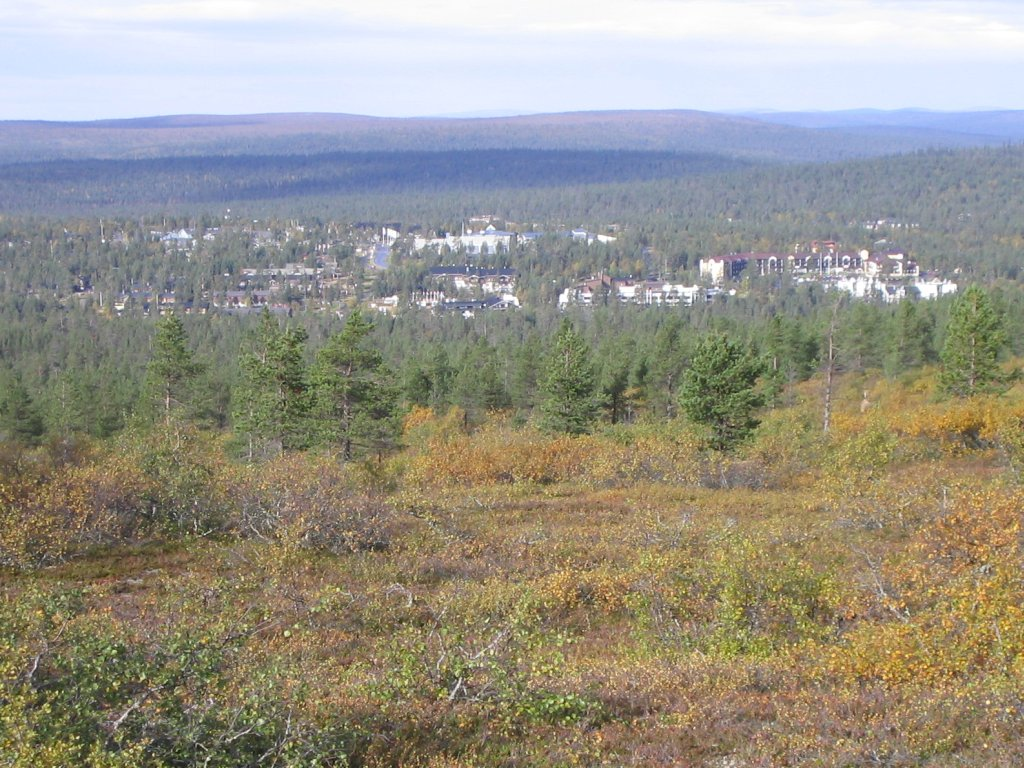

Saariselkä (lap. Suoločielgi) – obszar górski i wieś w Finlandii. Jest znanym ośrodkiem turystycznym, w którym można jeździć na nartach oraz wędrować po górskich trasach. Znajduje się w północno-wschodniej części kraju, w fińskiej Laponii w gminie Inari.
Saariselkä częściowo należy do Parku Narodowego Urho Kekkonena.